# Ratusz w Solcu nad Wisłą
Ratusz w Solcu nad Wisłą – ratusz miejski w Solcu nad Wisłą (województwo mazowieckie), siedziba Urzędu Miasta i Gminy, zlokalizowany przy północnej pierzei Rynku i zachodniej pierzei placu Bolesława Śmiałego (dawnego rynku). Jest wpisany do rejestru zabytków pod numerem 353/A. Wpisu dokonano 24 października 1986.

## Historia i architektura
Klasycystyczny ratusz został zbudowany prawdopodobnie w początkach XIX wieku, jako pierwszy obiekt murowany w mieście. Spłonął w 1851, ale został wkrótce odbudowany. Jest obiektem dwukondygnacyjnym, dwutraktowym, wzniesionym z kamienia, otynkowanym. Ma rzut w kształcie litery "L" i kryty jest dachami dwuspadowymi. Od strony placu Bolesława Śmiałego w elewacji znajduje się niewielkich rozmiarów ryzalit. Dolna kondygnacja jest boniowana. Otwory okienne, jak i drzwiowe umieszczono w płycinach arkadowych. Naroże ratusza jest boniowane w kondygnacji górnej. Obiekt ma wydatny, profilowany gzyms. W 2021 przeszedł renowację.

## Galeria

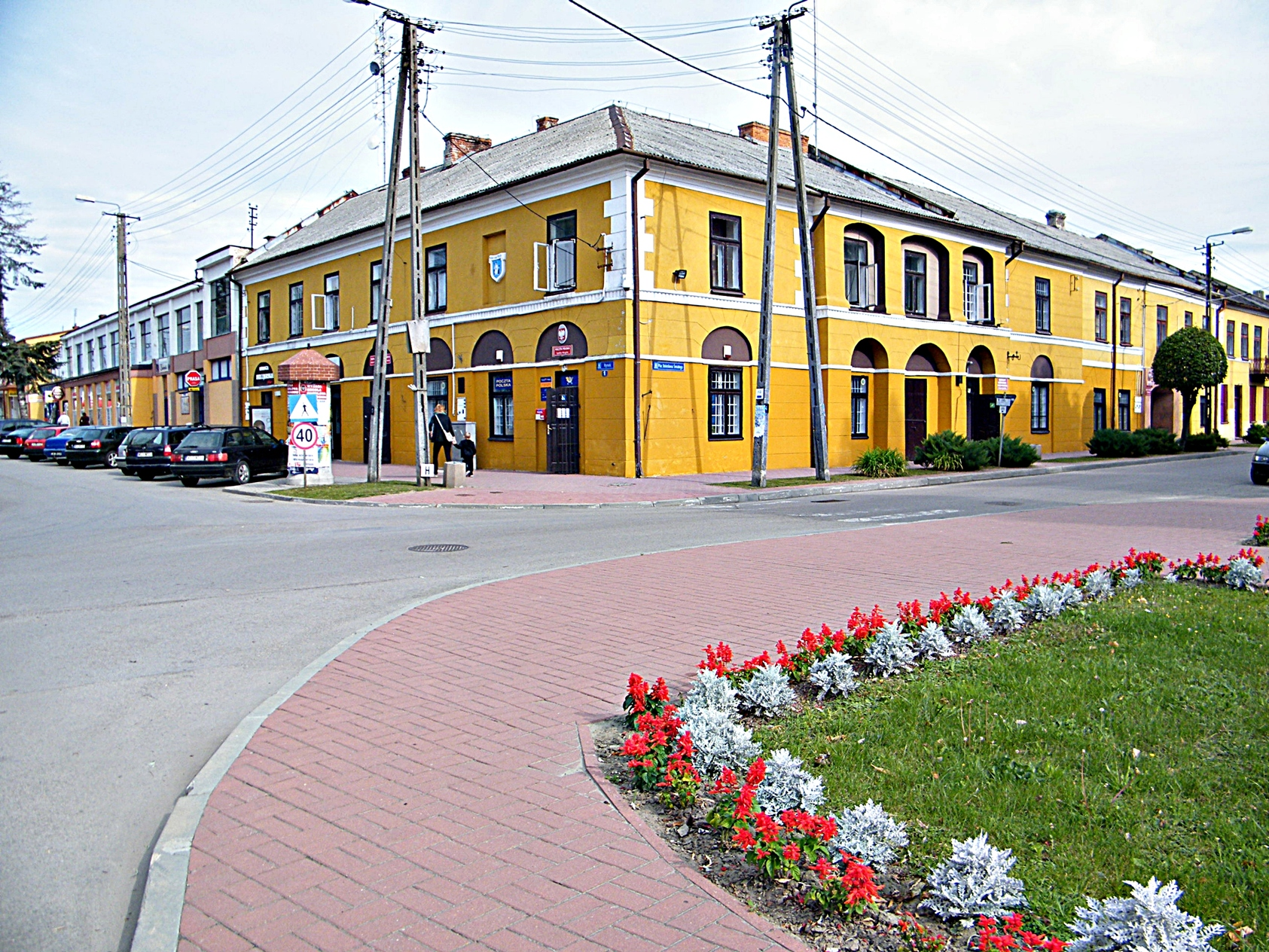
Ratusz przed renowacją
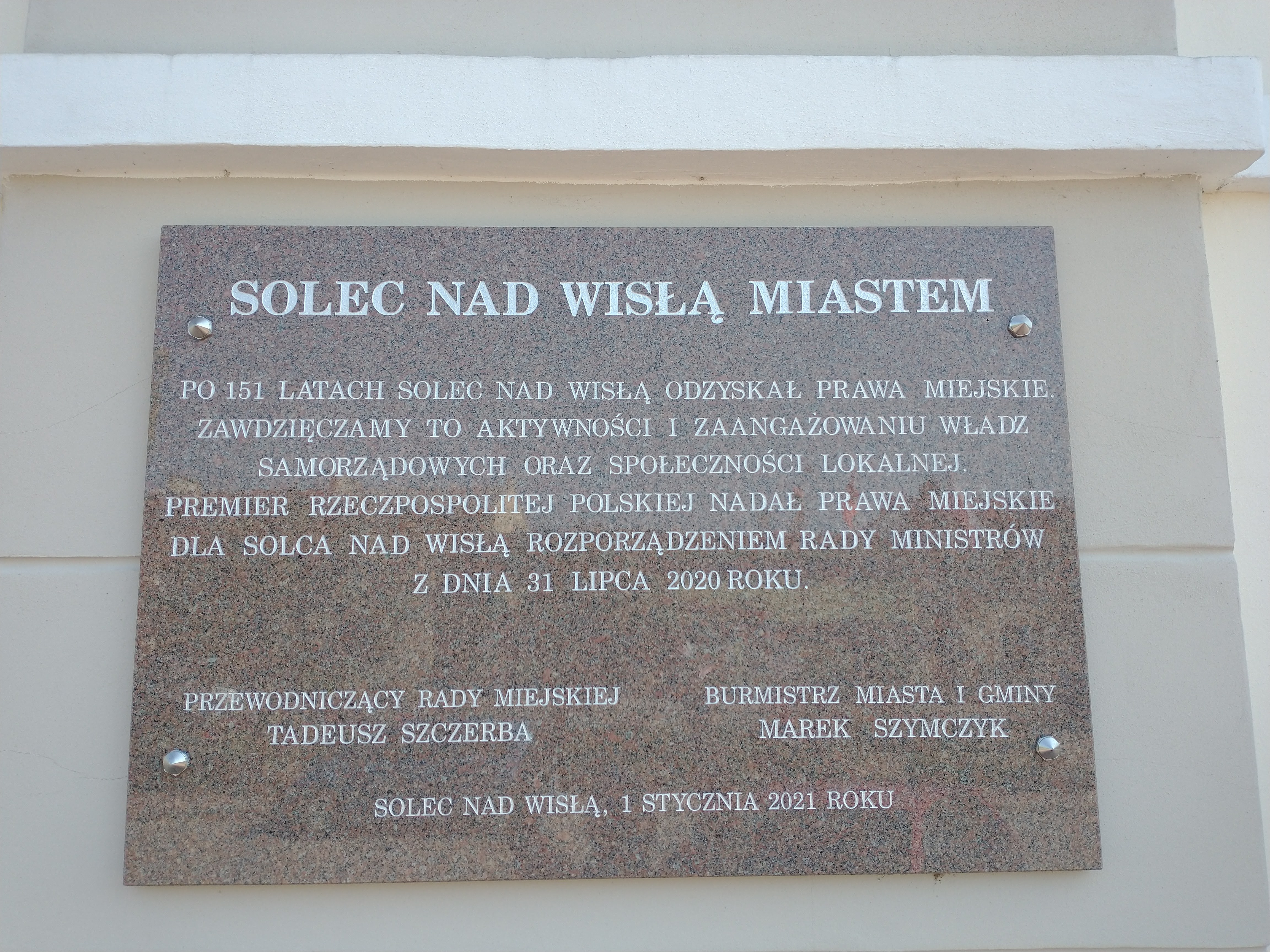
Jedna z tablic pamiątkowych